# Hagnicourt
Hagnicourt és un municipi francès situat al departament de les Ardenes i a la regió del Gran Est. L'any 2007 tenia 59 habitants.

## Demografia

### Població
El 2007 la població de fet de Hagnicourt era de 59 persones. Hi havia 28 famílies de les quals 12 eren unipersonals (8 homes vivint sols i 4 dones vivint soles), 4 parelles sense fills i 12 parelles amb fills.
La població ha evolucionat segons el següent gràfic:
Habitants censats

### Habitatges
El 2007 hi havia 32 habitatges, 25 eren l'habitatge principal de la família, 2 eren segones residències i 5 estaven desocupats. Tots els 32 habitatges eren cases. Dels 25 habitatges principals, 20 estaven ocupats pels seus propietaris i 5 estaven llogats i ocupats pels llogaters; 1 tenia dues cambres, 2 en tenien tres, 6 en tenien quatre i 16 en tenien cinc o més. 15 habitatges disposaven pel capbaix d'una plaça de pàrquing. A 10 habitatges hi havia un automòbil i a 10 n'hi havia dos o més.

### Piràmide de població
La piràmide de població per edats i sexe el 2009 era:
| Homes | Edats   | Dones |
| ----- | ------- | ----- |
| 0     | 95 o +  | 0     |
| 0     | 90 a 94 | 4     |
| 0     | 85 a 89 | 4     |
| 4     | 80 a 84 | 0     |
| 0     | 75 a 79 | 0     |
| 4     | 70 a 74 | 4     |
| 0     | 65 a 69 | 0     |
| 4     | 60 a 64 | 0     |
| 4     | 55 a 59 | 0     |
| 0     | 50 a 54 | 4     |
| 0     | 45 a 49 | 0     |
| 0     | 40 a 44 | 0     |
| 0     | 35 a 39 | 0     |
| 0     | 30 a 34 | 0     |
| 0     | 25 a 29 | 4     |
| 4     | 20 a 24 | 0     |
| 0     | 15 a 19 | 0     |
| 0     | 10 a 14 | 0     |
| 0     | 5 a 9   | 4     |
| 8     | 0 a 4   | 4     |

## Economia
El 2007 la població en edat de treballar era de 36 persones, 26 eren actives i 10 eren inactives. Les 26 persones actives estaven ocupades(16 homes i 10 dones).. De les 10 persones inactives 2 estaven jubilades, 4 estaven estudiant i 4 estaven classificades com a «altres inactius».
Activitats econòmiques
L'únic establiment que hi havia el 2007 era d'una empresa de construcció.
L'únic servei als particulars que hi havia el 2009 era una lampisteria.
L'any 2000 a Hagnicourt hi havia 4 explotacions agrícoles que ocupaven un total de 760 hectàrees.

## Poblacions més properes
El següent diagrama mostra les poblacions més properes.